# Црква Светог Ивана Непомука у Путинцима
Црква Светог Ивана Непомука је немачка римокатоличка црква која се налази у насељу Путинци, општина Рума.  Изграђена је 1900. године, а посвећена је Ивану Непомуку, националном свецу Чешке, који је живео у 14. веку.

## Историјат
Жупа Путинци је основана 1845. године, а црква је подигнута крајем 19. века. Изградња целе цркве завршена је 1900. године. Највећим делом у Путинцима су тада живели Немци, а њиховим протервињањем након Другог светског рата доселило се становништво највећим делом са Кордуна, који су себи саградили православну цркву, одмах преко пута католичке.
Подаци из 1875. године, чија је поузданост несигурна, говоре да је у Путинцима тада живело 350 католика. Могуће је да су у тај број били укључени и верници из Жарковца, суседног села. Ова црква је данас девастирана. Неоготичког је стила, с мало романичког, мада по историјској вредности није права готика.
Године 1952. цркви је обновљена фасада. Црква чека своју обнову.